# Tarnawa Wyżna
Tarnawa Wyżna – wyludniona wieś w Polsce, w województwie podkarpackim, w powiecie bieszczadzkim, w gminie Lutowiska, nad rzeką San. Miejsce po dawnej wsi znajduje się na obszarze Bieszczadzkiego Parku Narodowego, tuż przy granicy z Ukrainą. Zabudowania Tarnawy Wyżnej uległy zniszczeniu po wysiedleniu ludności ukraińskiej z południowo-wschodniej Polski w 1947. Wciąż figuruje jako wieś w rejestrze TERYT. Podlega sołectwu Stuposiany.

## Historia
W połowie XIX wieku właścicielami posiadłości tabularnej Tarnawa Niżna i Tarnawa Wyżna byli Walerian i Henryk Kieszkowscy. W 1893 właścicielem posiadłości tabularnej we wsi był Mendel Rand.
Do 1934 roku odrębna gmina jednostkowa, a w latach 1934–1945 gromada w zbiorowej gminie Tarnawa Niżna, należącej do powiatu turczańskiego w woj. lwowskim (do 1931 woj. stanisławowskie). W latach 1945–1951 w obrębie powiatu leskiego w woj. rzeszowskim, w 1952–1972 powiatu ustrzyckiego, a w 1972–1975 powiatu bieszczadzkiego w tymże województwie (1952–1954 i od 1973 w gminie Lutowiska (Szewczenko)). W latach 1975–1998 w woj. krośnieńskim.
Z Tarnawy pochodził Józef Sikorski, uczestnik powstania styczniowego z roku 1863, zmarły w 1923, pochowany został w Dźwiniaczu Górnym. Od 1855 w Tarnawie Wyżnej proboszczem był Jan Wendziłowicz, duchowny greckokatolicki, malarz i rzeźbiarz.
Do roku 1939 we wsi znajdował się dwór, którego właścicielem był Witold Kostórkiewicz (wcześniej, do 1930 roku, Mendel Rand).
W sierpniu 1944 nacjonaliści ukraińscy z OUN-UPA zamordowali tutaj 10 Polaków, grabiąc i paląc ich gospodarstwa.

## Demografia
- W 1921 roku Tarnawę Wyżną zamieszkiwało 614 osób w 110 domach mieszkalnych:
  - 542 wyznania greckokatolickiego
  - 55 wyznania mojżeszowego
  - 17 wyznania rzymskokatolickiego

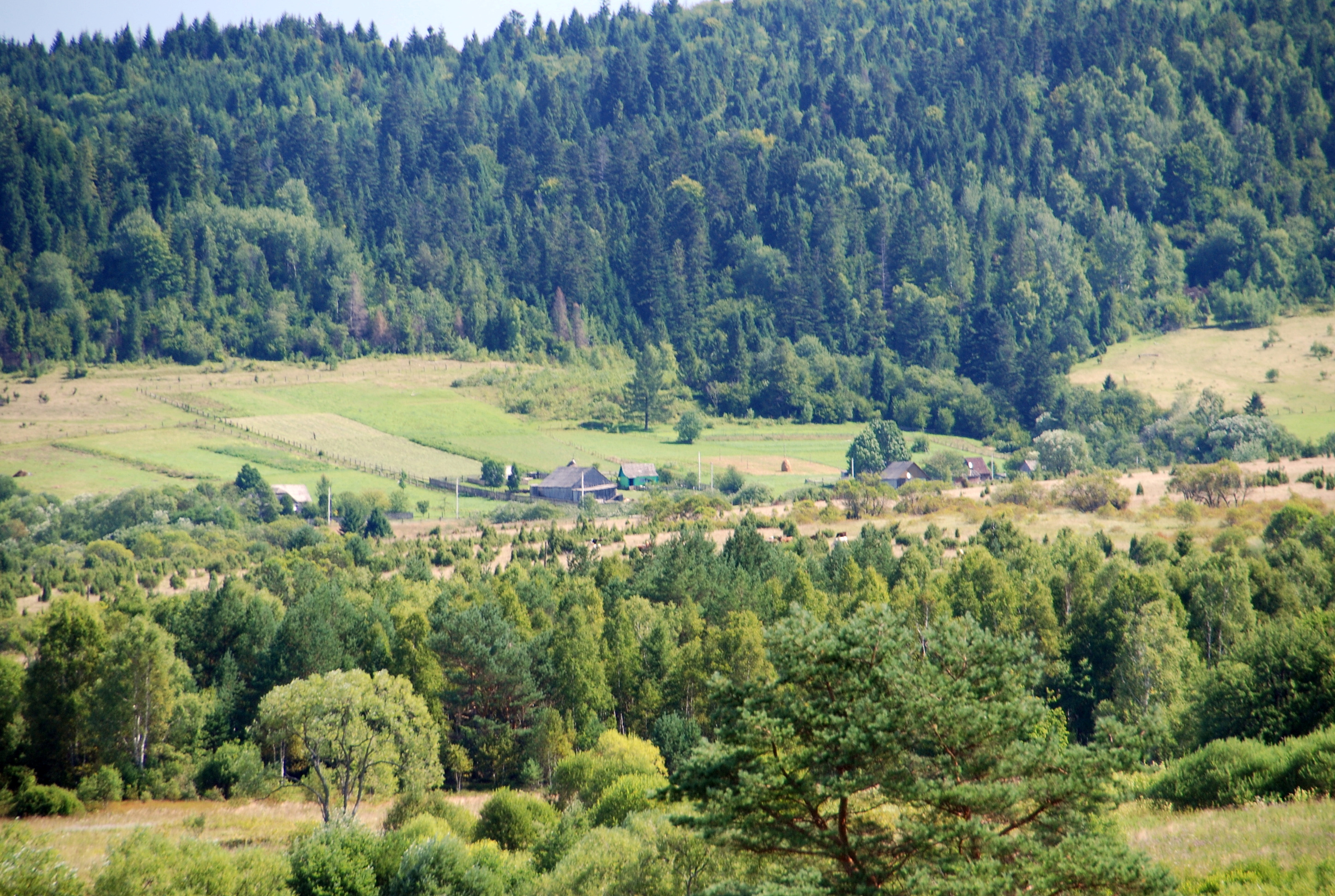
Tarnawa Wyżna po stronie ukraińskiej
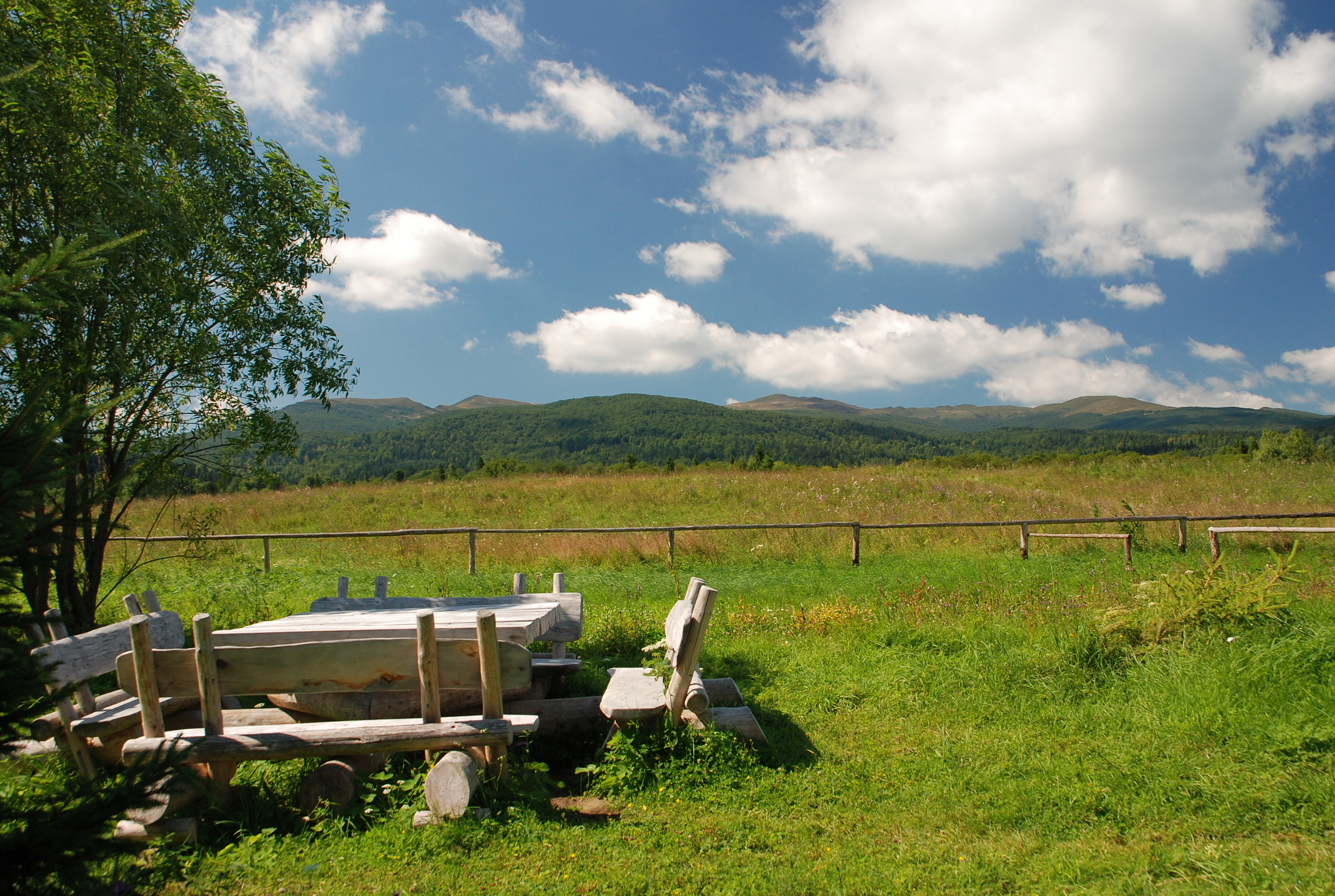
Widok na Bieszczady Wysokie
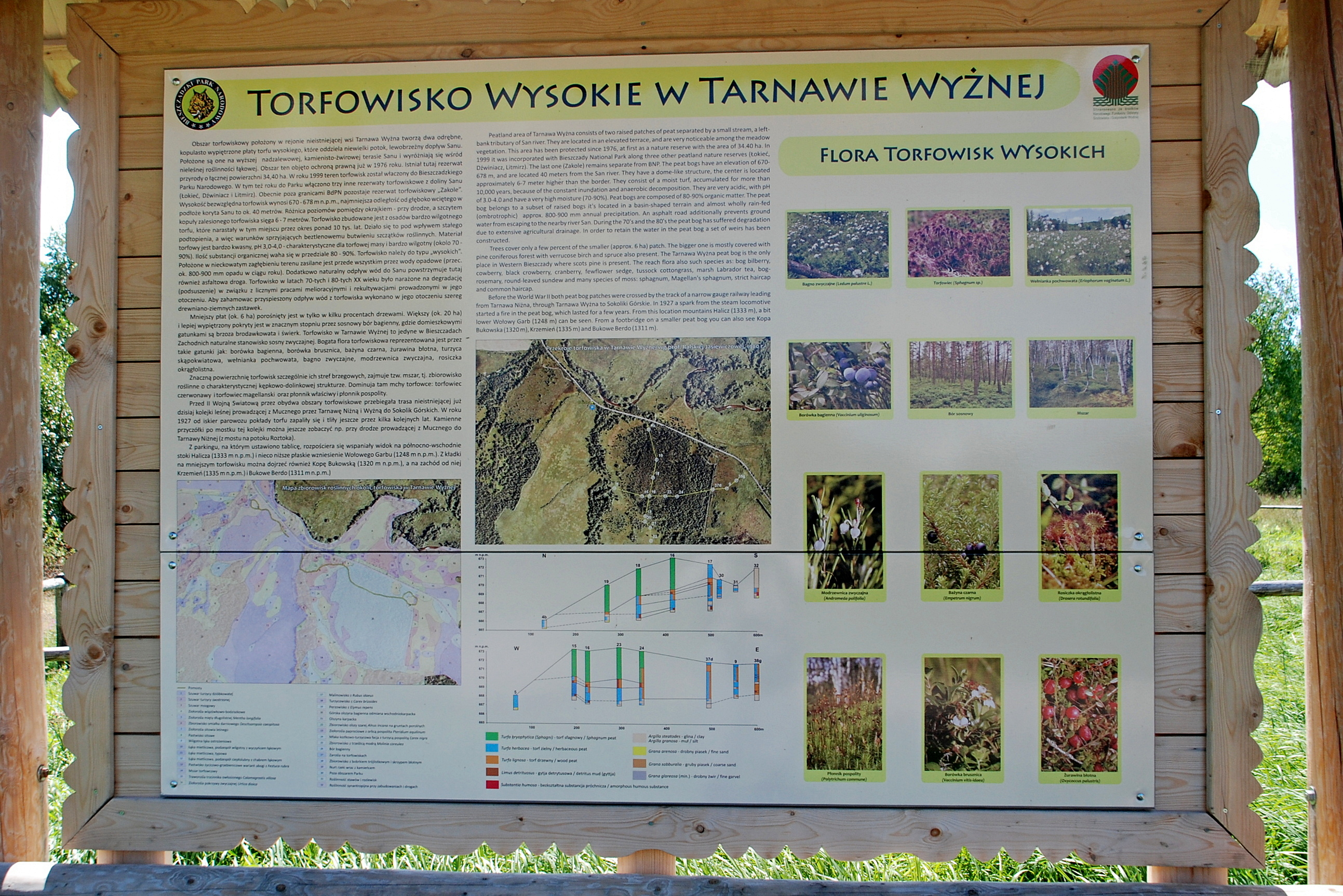
Torfowisko, tablica informacyjna